# Sphex tinctipennis
Sphex tinctipennis là một loài côn trùng cánh màng trong họ Sphecidae, thuộc chi Sphex. Loài này được Cameron miêu tả khoa học đầu tiên năm 1888.